# Buchen-Zwerg-Täubling
Der Buchen-Zwerg-Täubling (Russula puellula) ist ein Pilz aus der Familie der Täublingsverwandten. Er ähnelt dem Milden Wachstäubling, doch ist sein Hut einheitlicher rosarot gefärbt und gilbt nicht oder nur wenig. Es ist ein kleiner Täubling mit mildem Geschmack, der unter alten Buchen vorkommt. Andere Namen für diesen Täubling sind Mädchentäubling, Mädelchen-Täubling, Roter Mädchen-Täubling und Trübroter Täubling.

## Merkmale

### Makroskopische Merkmale
Der sehr zerbrechliche Hut ist meist zwischen 2–3 cm mitunter aber auch bis zu breit 6 cm breit. Jung ist er halbkugelig geformt und der Rand ist abgerundet und etwas eingebogen, später ist der Hut abgeflacht und meist unregelmäßig niedergedrückt und am Rand stark verbogen oder gelappt. Im Alter ist der Rand fast höckerig gerippt. Meist ist der Hut lebhaft zinnober- bis blutrot gefärbt, er kann aber auch mehr purpur- oder fleischrot sein. In der Mitte ist er oft fast schwarz. Am Rand kann der Hut auch stärker ausblassen, sodass dort nur noch die Rippen satt rot gefärbt sind. Seltener sieht man auch größere gelbliche oder ockergelbe Flecken. Die Huthaut ist fast stets kahl und bleibt lange feucht glänzend und etwas schmierig. Erst im Alter trocknet sie langsam ab und ist dann fast glanzlos. Die Huthaut lässt sich gut bis zur Hälfte und weiter abziehen, zur Mitte hin ist das Hutfleisch darunter schwach rötlich verfärbt.
Die Lamellen sind jung fast weiß, dann cremefarben. Bisweilen haben sie ockergelbe Flecken, vor allem nach längerem Liegen und zum Rand hin. Die Form der Lamellen ändert sich stark mit der Hutform. Mal sind die Lamellen schmal, mal bauchig abgerundet, besonders die reifen Lamellen sind ziemlich breit und bauchig, bis zu 10 mm breit. Am Stiel sind sie angewachsen oder ausgebuchtet, teilweise gabelig und nur wenig untermischt. Das Sporenpulver cremefarbenes (IIb-IIc nach Romagnesi) (selten III).
Der meist keulige oder zylindrische Stiel ist 2–6 cm lang und 0,7–1 (1,5) cm breit. Er ist weiß und bleibt es auch lange, im Alter gilbt der Stiel aber leicht von der Basis her und wird dann ockergelblich und schließlich ockerbraun. Das Stielfleisch ist sehr zerbrechlich, besonders das Mark ist weich und schwammig und der Stiel wird schnell hohlkammerig oder hohl.
Auch das anfangs weißliche Fleisch ist zerbrechlich und neigt zum Gilben. Bei Feuchtigkeit wird es leicht grau. Es hat einen mildem, in den Lamellen mitunter auch leicht schärflichen Geschmack. Der Geruch ist unauffällig und oft kaum wahrnehmbar. Beim Reiben der Lamellen erinnert er ein wenig an den Geruch des Gemeinen Weiß-Täublings. Die Eisensulfat-Reaktion ist rosa bis gräulich, die Guajakreaktion stark positiv.

### Mikroskopische Merkmale
Die elliptischen Sporen sind (6,5) 7–8,5 (9) µm lang und 5–6,5 (–7) µm breit. Sie sind feinwarzig (punktiert) oder kurzstachelig und gratig und teilweise netzig verbunden. Die Pleurozystiden auf der Lamellenfläche sind sehr zahlreich. Sie sind 50–75 µm lang und 8–12 µm breit. Sie sind spindelförmig bis keulig geformt, an der Spitze stumpf oder leicht appendikuliert und wenig hervorragend. In Sulfovanillin lassen sie sich oft in ihrer ganzen Länge blau anfärben. Der Apiculus ist 1–1,4 µm lang und 0,7–1,25 µm breit, der Hilarfleck misst 2,5–3 × 2–2,25 µm, er ist mehr oder weniger abgerundet und amyloid. Die Basidien sind 25–40 (–48) µm lang und 9–10 (–12,5) µm breit.
Die Pileozystiden in der Huthaut sind sehr schlank, leicht keulig und ebenfalls zahlreich und lassen sich deutlich anfärben. Sie sind 30–70 µm lang und 3–5 (–6) µm breit und 2–3-fach septiert. Die zylindrischen, fast gewundenen oder verschmälerten Hyphen-Endzellen der Huthaut sind 1–4 µm breit und laufen teilweise in längere Wimpern aus.

## Artabgrenzung
Kleinere Exemplare des Buchen-Spei-Täubling (R. nobilis) sehen bei flüchtiger Betrachtung ähnlich aus, aufgrund des Geruchs und des sehr scharfen Geschmacks kann man ihn aber leicht unterscheiden.
Der Ziegelrote Täubling (R. velenovskyi) hat buttergelbe bis blass ockerfarbene Lamellen und hellockerfarbenes Sporenpulver (IIIab). Die Huthaut bleibt beim Buchen-Zwerg-Täubling länger feucht glänzend und das ganze Erscheinungsbild ist zarter und kleiner. Auch neigt sein Fleisch nicht zum Gilben.
Ebenfalls sehr ähnlich sind die Vertreter der Lilacea-Gruppe, besonders der sehr seltene Zinnoberrote Reif-Täubling (R. emeticicolor), der rein weiße Lamellen und eine bereifte Hutmitte hat. Seine Huthaut ist völlig abziehbar und der Stiel häufig gerötet. Auch ist sein Sporenpulver heller, der Geschmack mild und die Sporen klar isoliertwarzig oder stachelig. Die Zystiden sind kaum anfärbbar.
Sehr ähnlich ist auch der Rubinrote Täubling (R. zvarae), der eine samtig flockige Huthaut ohne Pileozystiden hat und dessen Stiel oft mehlig und purpurrötlich überlaufen ist. Sein Sporenpulver ist rein weiß.

## Ökologie
Der Buchen-Zwerg-Täubling ist wie alle Täublinge ein Mykorrhizapilz, der wohl ausschließlich mit Rotbuchen eine Symbiose eingeht. Dabei bevorzugt der Täubling eindeutig Altbäume.
Die Art kommt in verschiedenen Buchen-Hallenwäldern vor, also Buchenwäldern, die sich in ihrem Klimax-Stadium befinden. Dabei zeigt sich die Art recht unabhängig vom pH-Wert des Bodens, denn der Täubling kommt sowohl in sauren Hainsimsen-, in Waldmeister- und Orchideen-Buchenwäldern vor, wird aber auch in Labkraut Tannenwäldern und Ahorn-Buchenwäldern gefunden.
Die Art mag frische, mehr oder weniger gut mit Nährstoffen versorgte, meist anlehmige Böden, die auch verdichtet sein können. Die Fruchtkörper erscheinen von Ende Juni bis Anfang Oktober, gern an lichteren Stellen.

## Verbreitung

Europäische Länder mit Fundnachweisen des Buchen-Zwerg-Täublings.
Legende:
Länder mit Fundmeldungen
Länder ohne Nachweise
keine Daten
außereuropäische Länder

Bei dem Täubling handelt es sich um eine rein europäische Art, die in West- und Mitteleuropa und in Südskandinavien vorkommt.
In Deutschland ist die Art recht selten und kommt zerstreut vom nordöstlichen Rügen bis ins bayerische Alpenvorland vor. Auf der deutschen Roten Liste wird die Art in der Gefährdungskategorie RL3 geführt. Die Art ist vor allem durch den Kahlschlag von älteren Buchen-Hallenwäldern bedroht.

## Systematik

### Infragenerische Systematik
Der Buchen-Zwerg-Täubling wird von M. Bon in die Untersektion Rhodellinae gestellt. Es ist eine Untersektion der Sektion Tenellae. Die Vertreter der Untersektion sind meist kleinere Täublinge mit mehr oder weniger rot oder orange gefärbten Hüten. Das Fleisch und der Stiel gilben nur wenig. Die mild schmeckenden Täublinge haben keinen oder nur sehr schwachen Geruch. Das Sporenpulver ist cremefarben bis ockergelb.

## Bedeutung
Der Buchen-Zwerg-Täubling ist zwar essbar, aber geringwertig und lohnt kaum ein Sammeln.